# Villy (Koudougou)
Pour les articles homonymes, voir Villy.
Ne doit pas être confondu avec Villy (Pouni).
Villy est une commune située dans le département de Koudougou de la province de Boulkiemdé dans la région du Centre-Ouest au Burkina Faso.

## Éducation et santé
La commune accueille un centre de santé et de promotion sociale (CSPS).
Le village possède huit écoles primaires publiques.